# 1286
Évszázadok: 12. század – 13. század – 14. század
Évtizedek: 1230-as évek – 1240-es évek – 1250-es évek – 1260-as évek – 1270-es évek – 1280-as évek – 1290-es évek – 1300-as évek – 1310-es évek – 1320-as évek – 1330-as évek
Évek: 1281 – 1282 – 1283 – 1284 –  1285 – 1286 – 1287 – 1288 – 1289 – 1290 – 1291

## Események

### Határozott dátumú események
- március 19. – I. Margit skót királynőnek, III. Sándor skót király unokájának trónra lépése.[1]

### Határozatlan dátumú események
- az év folyamán – Königsberg városi kiváltságokat kap.[2]
- az év végén –  IV. László király fellép a Kőszegiek ellen, bevonul Budára, majd elfoglalja Kőszeget, de a Zsitvánál vereséget szenved.

## Születések
- I. Frigyes osztrák herceg († 1330)
- I. Vilmos hainaut-i gróf († 1337)

## Halálozások
- március 19. – III. Sándor skót király (* 1241)
- október 8. – I. János breton herceg (* 1217)
- november 22. – V. Erik dán király (meggyilkolták) (* 1249)